# Cosina
Cosina Co., Ltd. (株式会社コシナ, Kabushiki-gaisha Koshina) est un fabricant de verre optique haut de gamme, d'équipements optiques de précision, d'appareils photo, d'équipements vidéo et électroniques, basé à Nakano, dans la préfecture de Nagano, au Japon,.

## Histoire
Cosina est le successeur de Nikō (ou " Nikoh "), une société créée en février 1959 en tant qu'usine de traitement d'objectifs, pionnière du polissage optique et du meulage d'objectifs au Japon. En 1966, elle commence également à fabriquer des appareils photo compacts 35 mm et des caméras cinéma 8 mm et, un an plus tard, des appareils photo SLR 35 mm. En 1968, elle lance une usine de fusion de verre. En 1973, Nikō change de nom pour devenir Cosina (la première partie du nom fait référence à la région de Koshi à Nakano, d'où est originaire le fondateur, tandis que le "Na" représente Nakano).
Le nom Cosina est apparu précédemment sur des appareils photo compacts et reflex pour film 135. Les reflex CS-2 et CS-3 ont été lancés en 1978, suivis en 1980 par les CT-1, CT-7 (le premier reflex à bouton-poussoir au monde), CT-10 et CT-20, le CT-1G en 1982 et le CT-9 en 1986. Les appareils photo reflex Cosina utilisaient soit la monture d'objectif M42 (Praktica/Pentax), soit la monture d'objectif Pentax K (baïonnette). Toutefois, Cosina est probablement plus connu en tant que fabricant d'appareils photo et de composants d'appareils photo pour d'autres marques, notamment les populaires Yashica FX-3, FX-3 Super et Super 2000. À la fin des années 1970, Cosina s'est fait un nom dans le domaine des appareils photo télémétriques 35 mm avec un appareil photo à objectif fixe bien construit et de haute qualité, doté d'un boîtier en aluminium et d'un simple système d'exposition automatique à priorité à l'obturateur. Cet appareil télémétrique a été adopté comme châssis de base pour plusieurs excellents modèles d'appareils photo, dont le Minolta 7SII, le Revue 400 SE, le Prinz 35 ER et le Vivitar 35 ES.
En 1982, Cosina a commencé à fabriquer des objectifs dans une variété de montures d'objectifs de fabricants de reflex. En 1991, elle a commencé à produire des lentilles asphériques moulées en verre et, en 1996, des lentilles asphériques moulées en plastique. Cosina a commencé à produire des appareils photo numériques en 1997.

### Acquisition de la marque Voigtländer
À peu près à la même époque, des projets ont été lancés pour produire un nouvel appareil photo 35 mm à télémètre de haute qualité, équipé d'objectifs larges et ultra-larges pour la monture à vis Leica, ainsi qu'un appareil photo 35 mm standard pour le secteur de la photographie cinématographique amateur - semblable à un appareil photo à télémètre, mais sans télémètre ni viseur - pour le montage de ces objectifs.
En 1999, Cosina a obtenu les droits partiels de la marque allemande, autrefois autrichienne, d'appareils photo classiques « Voigtländer », acquise auprès de RINGFOTO GmbH & Co. ALFO Marketing KG en Allemagne, pour produire la collection Classic (objectifs de haute qualité avec filetage M39 et baïonnette Leica M, appareils photo 35 mm Bessa R, Bessa L, Bessa T et appareils photo moyen format Bessa III). Cosina a d'abord présenté les objectifs Voigtländer 15 mm f/4,5 et 25 mm f/4 (aucun d'entre eux n'étant couplé à un télémètre) et le boîtier standard Voigtländer Bessa-L. Il a rapidement été suivi d'une gamme plus large d'appareils Voigtländer (à commencer par le Bessa-R, avec viseur et télémètre, et le Bessa-T, avec télémètre, mais sans viseur), et d'un ensemble d'objectifs, dont l'objectif Heliar 12 mm f/5.6, qui, lors de son lancement, était l'objectif rectiligne le plus large jamais commercialisé pour la photographie fixe.
Le 26 avril 2010, Cosina a rejoint le Micro Four Thirds System Standard Group.
En 2016, Cosina a fabriqué un Nokton 1,4/58 mm après 2003 pour la deuxième fois. Pour cet objectif, une construction Topcon a été utilisée.

### Voigtländer
Les produits "Voigtländer" de Cosina sont parfois appelés Cosina Voigtländer.
Les appareils photo et les objectifs Cosina Voigtländer suscitent un grand intérêt personnel chez Kobayashi Hirofumi (小林博文) (né en 1953), président de Cosina depuis le décès en 1988 de son père Kobayashi Bunjirō (小林文治郎), fondateur de l'entreprise. Le nom de Cosina apparaît aujourd'hui (de manière visible) sur les objectifs de diverses montures de reflex, et de manière moins visible sur une gamme de plus en plus large d'appareils photo et d'objectifs de la marque Voigtländer. Cosina a fabriqué l'appareil photo à télémètre Rollei 35 RF pour Rollei Fototechnic, et il est reconnu qu'elle a également fabriqué (et participé à la conception) l'appareil photo numérique à télémètre Epson R-D1. La fabrication d'un nouvel appareil photo Zeiss Ikon à télémètre avec monture Leica M et objectifs Zeiss à baïonnette Leica a été annoncée en octobre 2004, et la production a commencé en avril 2006. Tous ces appareils utilisent des pellicules.